# Sander Booij
Sander Booij (Woudenberg, 12 mei 1986) is een Nederlands orgelmaker en organist.

## Biografie

### Jeugd en studie
Booij had al op zeer jonge leeftijd belangstelling voor het orgel. Zijn opa was organist en leerde hem al op zijn zevende orgelspelen. Hij ging naar het Hout- en Meubileringscollege in Amsterdam en kreeg zijn eerste orgellessen bij Wout van Andel. Tevens volgde hij hier een studie interpretatie, techniek en improvisatie. Hierna volgde hij een studie kerkmuziek en muziekgeschiedenis bij Arie Eikelboom, Geb van Doornik en Jeroen de Haan in de Maranathakerk in Den Haag. Hierna slaagde hij met een negen voor zijn praktijkexamen. In 2001 volgde hij een opleiding intoneur bij Flentrop Orgelbouw in Zaandam en bij Hendriksen & Reitsma in Nunspeet als stemmer.

### Loopbaan
Booij werd in 2001 benoemd tot organist van de Christelijke Gereformeerde Kerk in Driebergen en de dorpskerk in Woudenberg. Vervolgens werd hij in 2004 organist in de De Voorhof in Woudenberg, in 2011 in de Grote Kerk in Wijk bij Duurstede en sinds 2016 in de Nieuwe Kerk in Zeist. Hij is daarnaast ook gastorganist in de Evangelisch Lutherse Kerk in Den Haag, de Sint-Joriskerk in Amersfoort, de Grote Kerk in Breda en de Hooglandse Kerk in Leiden.
Booij is sinds 2003 actief als orgelmaker. Hij bouwt, repareert en intoneert pijporgels. Ook transporteert hij orgels van naar een andere locatie van kerkgebouwen die gaan sluiten of parochies die fuseren. In 2004 ging hij werken bij Orgelmakerij Steendam in Roodeschool en in 2013 Adema’s Kerkorgelbouw in Hillegom. In 2019 plaatste hij samen met Pim Schipper in de Grote Kerk in Wijk bij Duurstede een uit Engeland overgebracht orgel uit 1883. Hij is daarnaast ook werkzaam in de Verenigde Staten en werkt sinds 2018 samen Martin Butter. In 2020 volgde hij Dolf Tamminga op als directeur van Mense Ruiter Orgelmakers in Ten Post.

### Privé
Sander Booij was getrouwd met Jeannette van Donselaar. Op 16 september 2020 is ze overleden aan een leverziekte.

## Gewonnen concoursen
- 2012, SGO-concours in de Martinikerk in Groningen (2e prijs)
- 2013, Nationaal Orgelconcours Elburg (1e prijs)
- 2015, SGO-concours in de Mariakerk in Uithuizermeeden (1e prijs)
- 2019, SGO-concours in de Martinikerk in Groningen (2e prijs)